# Festuca sumatrana
Festuca sumatrana är en gräsart som beskrevs av Pieter Jansen. Festuca sumatrana ingår i släktet svinglar, och familjen gräs.
Artens utbredningsområde är Sumatera. Inga underarter finns listade i Catalogue of Life.